# دويتشلاند تور 2021
دويتشلاند تور 2021 (بالألمانية: Deutschland Tour 2021)‏ هو سباق دراجات هوائية، وهو الموسم رقم 35 من دويتشلاند تور، وأقيم في أغسطس 2021، وأقيم خلال الفترة 26 أغسطس 2021، وحتى 29 أغسطس 2021، وهو أحد سباقات سلسلة سباقات الاتحاد الدولي للدراجات للمحترفين 2021.
فاز فيه بالمركز الأول Nils Politt ‏، وبالمركز الثاني باسكال أكرمان، وبالمركز الثالث ألكسندر كريستوف، والفائز في ترتيب النقاط باسكال أكرمان، والفائز حسب ترتيب النقاط للشباب جورج زيمرمان، والفائز حسب ترتيب التسلق Louis Vervaeke ‏، والفريق الفائز في ترتيب الفرق فريق البحرين ميريدا للدراجات الهوائية.

## الفرق
| فرق عالمية (9)- Bora-Hansgrohe - Israel Start-Up Nation - Deceuninck-Quick Step - UAE Team Emirates - AG2R Citroën Team - Team DSM - Movistar Team - Intermarché-Wanty-Gobert Matériaux - Bahrain Victorious فرق برو (7)- غازبروم روسفيلو 2021 ‏ - Alpecin-Fenix - 2021 بي آند بي هوتيلز ‏ - Rally Cycling - أونو اكس برو سايكلنج تيم 2021 ‏ - سبورت فلاندرين بالويس 2021 ‏ - كيرن فارما 2021 ‏ فرق قارية (5)- بايك أيد 2021 ‏ - دونر أكون 2021 ‏ - Team Lotto–Kern Haus ‏ - Sauerland NRW-SKS Germany ‏ - بي آند إس ميتالتكنيك 2021 ‏ فريق وطني- فريق ألمانيا لركوب الدراجات للرجال 2021‏ |  |
| |  |

## المراحل
| قائمة المراحل | قائمة المراحل | قائمة المراحل        | قائمة المراحل      | قائمة المراحل | قائمة المراحل   | قائمة المراحل |
| المرحلة       | التاريخ       | الدورة               |                    | المسافة (كم)  | الفائز بالمرحلة | القائد العام  |
| ------------- | ------------- | -------------------- | ------------------ | ------------- | --------------- | ------------- |
| مرحلة 1       | 26 أغسطس      | شترالزوند – شفيرين   | مرحلة مستوية       | 191٫4         | باسكال أكرمان   | باسكال أكرمان |
| مرحلة 2       | 27 أغسطس      | زانغرهاوزن – إلميناو | مرحلة جبلية        | 180٫8         | ألكسندر كريستوف | باسكال أكرمان |
| مرحلة 3       | 28 أغسطس      | إلميناو – إرلنغن     | مرحلة جبلية        | 193٫9         | Nils Politt ‏    | Nils Politt ‏  |
| مرحلة 4       | 29 أغسطس      | إرلنغن – نورنبرغ     | مرحلة جبلية متوسطة | 154٫4         | ألكسندر كريستوف | Nils Politt ‏  |

## النتيجة

### مرحلة 1
هي مرحلة بسيطة، أجريت في 26 أغسطس 2021، وامتدّت لمسافة 191.4 كيلومتر فاز بالمرحلة باسكال أكرمان، ومتصدر الترتيب العام في نهاية المرحلة باسكال أكرمان.
| التصنيف العام         | التصنيف العام       | التصنيف العام | التصنيف العام            | التصنيف العام     |
| العداء                | العداء              | البلد         | الفريق                   | الوقت             |
| --------------------- | ------------------- | ------------- | ------------------------ | ----------------- |
| 1                     | باسكال أكرمان       | ألمانيا       | بورا هانسغروه            | 4 س 06 دقيقة 51 ث |
| 2                     | فل بوهوس            | ألمانيا       | Bahrain Victorious       | + 4 ث             |
| 3                     | ماركو هالر          | النمسا        | Bahrain Victorious       | + 6 ث             |
| 4                     | يفيس لامارت         | بلجيكا        | دكونيك كويك ستب          | + 10 ث            |
| 5                     | Jannik Steimle ‏     | ألمانيا       | دكونيك كويك ستب          | + 10 ث            |
| 6                     | David van der Poel ‏ | هولندا        | Alpecin-Fenix            | + 10 ث            |
| 7                     | Luca Mozzato ‏       | إيطاليا       | B&B Hotels p/b KTM       | + 10 ث            |
| 8                     | Jens Reynders ‏      | بلجيكا        | Sport Vlaanderen-Baloise | + 10 ث            |
| 9                     | ماركو كانولا        | إيطاليا       | Gazprom-RusVelo          | + 10 ث            |
| 10                    | Kim Heiduk ‏         | ألمانيا       | Team Lotto-Kern-Haus     | + 10 ث            |
| مصدر: ProCyclingStats |                     |               |                          |                   |

### مرحلة 2
هي مرحلة جبلية، أجريت في 27 أغسطس 2021، وامتدّت لمسافة 180.8 كيلومتر فاز بالمرحلة ألكسندر كريستوف، ومتصدر الترتيب العام في نهاية المرحلة باسكال أكرمان.
| التصنيف العام         | التصنيف العام    | التصنيف العام | التصنيف العام                      | التصنيف العام     |
| العداء                | العداء           | البلد         | الفريق                             | الوقت             |
| --------------------- | ---------------- | ------------- | ---------------------------------- | ----------------- |
| 1                     | باسكال أكرمان    | ألمانيا       | بورا هانسغروه                      | 8 س 30 دقيقة 59 ث |
| 2                     | فل بوهوس         | ألمانيا       | Bahrain Victorious                 | + 2 ث             |
| 3                     | ألكسندر كريستوف  | النرويج       | فريق الإمارات                      | + 4 ث             |
| 4                     | ماركو هالر       | النمسا        | Bahrain Victorious                 | + 11 ث            |
| 5                     | جورج زيمارمان    | ألمانيا       | Intermarché-Wanty-Gobert Matériaux | + 13 ث            |
| 6                     | Joshua Huppertz ‏ | ألمانيا       | Team Lotto-Kern-Haus               | + 13 ث            |
| 7                     | Nils Politt ‏     | ألمانيا       | بورا هانسغروه                      | + 14 ث            |
| 8                     | Jannik Steimle ‏  | ألمانيا       | دكونيك كويك ستب                    | + 16 ث            |
| 9                     | يفيس لامارت      | بلجيكا        | دكونيك كويك ستب                    | + 16 ث            |
| 10                    | Luca Mozzato ‏    | إيطاليا       | B&B Hotels p/b KTM                 | + 16 ث            |
| مصدر: ProCyclingStats |                  |               |                                    |                   |

### مرحلة 3
هي مرحلة جبلية، أجريت في 28 أغسطس 2021، وامتدّت لمسافة 193.9 كيلومتر فاز بالمرحلة Nils Politt ‏، ومتصدر الترتيب العام في نهاية المرحلة Nils Politt ‏.
| التصنيف العام         | التصنيف العام    | التصنيف العام | التصنيف العام                      | التصنيف العام      |
| العداء                | العداء           | البلد         | الفريق                             | الوقت              |
| --------------------- | ---------------- | ------------- | ---------------------------------- | ------------------ |
| 1                     | Nils Politt ‏     | ألمانيا       | بورا هانسغروه                      | 12 س 56 دقيقة 18 ث |
| 2                     | باسكال أكرمان    | ألمانيا       | بورا هانسغروه                      | + 8 ث              |
| 3                     | فل بوهوس         | ألمانيا       | Bahrain Victorious                 | + 10 ث             |
| 4                     | ألكسندر كريستوف  | النرويج       | فريق الإمارات                      | + 12 ث             |
| 5                     | ديلان تيونز      | بلجيكا        | Bahrain Victorious                 | + 17 ث             |
| 6                     | ماركو هالر       | النمسا        | Bahrain Victorious                 | + 19 ث             |
| 7                     | جورج زيمارمان    | ألمانيا       | Intermarché-Wanty-Gobert Matériaux | + 19 ث             |
| 8                     | Marcel Meisen ‏   | ألمانيا       | Alpecin-Fenix                      | + 21 ث             |
| 9                     | Joshua Huppertz ‏ | ألمانيا       | Team Lotto-Kern-Haus               | + 21 ث             |
| 10                    | ماركو كانولا     | إيطاليا       | Gazprom-RusVelo                    | + 23 ث             |
| مصدر: ProCyclingStats |                  |               |                                    |                    |

### مرحلة 4
هي مرحلة جبلية متوسطة، أجريت في 29 أغسطس 2021، وامتدّت لمسافة 154.4 كيلومتر فاز بالمرحلة ألكسندر كريستوف، والفائز حسب التصنيف العام Nils Politt ‏.
| التصنيف العام         | التصنيف العام | التصنيف العام | التصنيف العام | التصنيف العام |
| العداء                | العداء        | البلد         | الفريق        | الوقت         |
| --------------------- | ------------- | ------------- | ------------- | ------------- |
| مصدر: ProCyclingStats |               |               |               |               |

## المشاركون
| Bora-Hansgrohe BOH | Bora-Hansgrohe BOH   | Bora-Hansgrohe BOH |
| ------------------ | -------------------- | ------------------ |
| م                  | عداء                 | مرتبة              |
| 1                  | باسكال أكرمان        | 2                  |
| 2                  | إيمانويل بوخمان      | لم يكمل السباق-4   |
| 3                  | Nils Politt ‏         | 1                  |
| 4                  | Andreas Schillinger ‏ | 80                 |
| 5                  | ميكل شوارزمان        | 32                 |
| 6                  | روديجر سليج          | لم يكمل السباق-4   |

| Israel Start-Up Nation ISN | Israel Start-Up Nation ISN | Israel Start-Up Nation ISN |
| -------------------------- | -------------------------- | -------------------------- |
| م                          | عداء                       | مرتبة                      |
| 11                         | أندريه جريبيل              | 46                         |
| 12                         | اليكس داوست                | 69                         |
| 13                         | كريس فروم                  | 96                         |
| 14                         | كارل فريدريك هاغن          | 53                         |
| 15                         | Reto Hollenstein ‏          | 58                         |
| 16                         | ريك تسابل                  | لم يكمل السباق-2           |

| Deceuninck-Quick Step DQT | Deceuninck-Quick Step DQT | Deceuninck-Quick Step DQT |
| ------------------------- | ------------------------- | ------------------------- |
| م                         | عداء                      | مرتبة                     |
| 21                        | مارك كافنديش              | 42                        |
| 22                        | جواو ألميدا               | 18                        |
| 23                        | Shane Archbold ‏           | 56                        |
| 24                        | ريمي كافانيا (طريق)       | 51                        |
| 25                        | يفيس لامارت               | 24                        |
| 26                        | Jannik Steimle ‏           | 12                        |

| UAE Team Emirates UAD | UAE Team Emirates UAD | UAE Team Emirates UAD |
| --------------------- | --------------------- | --------------------- |
| م                     | عداء                  | مرتبة                 |
| 31                    | ألكسندر كريستوف       | 3                     |
| 32                    | Sven Erik Bystrøm ‏    | 11                    |
| 33                    | روي كوستا             | 23                    |
| 34                    | Alessandro Covi ‏      | 29                    |
| 35                    | دافيد فورمولو         | 28                    |
| 36                    | فيليكس جروس           | 99                    |

| Bahrain Victorious TBV | Bahrain Victorious TBV | Bahrain Victorious TBV |
| ---------------------- | ---------------------- | ---------------------- |
| م                      | عداء                   | مرتبة                  |
| 41                     | فل بوهوس               | لم يبدأ-4              |
| 42                     | ماركو هالر             | 6                      |
| 43                     | دومين نوفاك            | 70                     |
| 44                     | هيرمان بيرنشتاينر      | 21                     |
| 45                     | Marcel Sieberg ‏        | لم يبدأ-4              |
| 46                     | ديلان تيونز            | 4                      |

| فريق ألمانيا لركوب الدراجات للرجال 2021‏ GER | فريق ألمانيا لركوب الدراجات للرجال 2021‏ GER | فريق ألمانيا لركوب الدراجات للرجال 2021‏ GER |
| ------------------------------------------- | ------------------------------------------- | ------------------------------------------- |
| م                                           | عداء                                        | مرتبة                                       |
| 51                                          | جون ديجينكولب                               | 20                                          |
| 52                                          | بيرمين بنز ‏                                 | 49                                          |
| 53                                          | Jakob Geßner ‏                               | 67                                          |
| 54                                          | Jannis Peter ‏                               | 79                                          |
| 55                                          | Jonas Rutsch ‏                               | 16                                          |
| 56                                          | Henri Uhlig ‏                                | 88                                          |

| AG2R Citroën Team ACT | AG2R Citroën Team ACT | AG2R Citroën Team ACT |
| --------------------- | --------------------- | --------------------- |
| م                     | عداء                  | مرتبة                 |
| 61                    | بين أوكونور           | 38                    |
| 62                    | Clément Berthet ‏      | 44                    |
| 63                    | Lawrence Naesen ‏      | 36                    |
| 64                    | Nans Peters ‏          | لم يكمل السباق-3      |
| 65                    | Valentin Retailleau ‏  | 37                    |

| غازبروم روسفيلو ‏ GAZ | غازبروم روسفيلو ‏ GAZ | غازبروم روسفيلو ‏ GAZ |
| -------------------- | -------------------- | -------------------- |
| م                    | عداء                 | مرتبة                |
| 71                   | ماركو كانولا         | 8                    |
| 72                   | Igor Boev ‏           | 90                   |
| 73                   | Fredrik Dversnes ‏    | 33                   |
| 74                   | Eirik Lunder ‏        | 59                   |
| 75                   | Petr Rikunov ‏        | لم يكمل السباق-2     |
| 76                   | Evgeny Shalunov ‏     | 87                   |

| Team DSM DSM | Team DSM DSM      | Team DSM DSM     |
| ------------ | ----------------- | ---------------- |
| م            | عداء              | مرتبة            |
| 81           | ماكس كانتر        | 60               |
| 82           | Marco Brenner ‏    | 54               |
| 83           | Niklas Märkl ‏     | 43               |
| 84           | Marius Mayrhofer ‏ | 45               |
| 85           | Martin Salmon ‏    | لم يكمل السباق-4 |
| 86           | Florian Stork ‏    | لم يبدأ-3        |

| أونو-إكس موبيليتي ‏ UXT | أونو-إكس موبيليتي ‏ UXT | أونو-إكس موبيليتي ‏ UXT |
| ---------------------- | ---------------------- | ---------------------- |
| م                      | عداء                   | مرتبة                  |
| 91                     | راسموس تيلر            | 13                     |
| 92                     | كريستوفر هالفورسن      | 64                     |
| 93                     | دانيال هويلجارد        | لم يبدأ-1              |
| 94                     | Julius Johansen ‏       | 95                     |
| 95                     | أندرس سكارسيث          | 25                     |
| 96                     | سيفر ورستد             | 74                     |

| Movistar Team MOV | Movistar Team MOV | Movistar Team MOV |
| ----------------- | ----------------- | ----------------- |
| م                 | عداء              | مرتبة             |
| 101               | مارك سولير        | 71                |
| 102               | داريو كاتالدو     | 62                |
| 103               | Juri Hollmann ‏    | 15                |
| 104               | Matteo Jorgenson ‏ | 26                |
| 105               | سيباستيان مورا    | لم يبدأ-4         |
| 106               | أنطونيو بيدرو     | لم يبدأ-4         |

| Alpecin-Fenix AFC | Alpecin-Fenix AFC     | Alpecin-Fenix AFC |
| ----------------- | --------------------- | ----------------- |
| م                 | عداء                  | مرتبة             |
| 111               | Philipp Walsleben ‏    | 39                |
| 112               | Marcel Meisen ‏        | 9                 |
| 113               | Alexandar Richardson ‏ | 85                |
| 114               | Ben Tulett ‏           | 22                |
| 115               | David van der Poel ‏   | 27                |
| 116               | Louis Vervaeke ‏       | 31                |

| Intermarché-Wanty-Gobert Matériaux IWG | Intermarché-Wanty-Gobert Matériaux IWG | Intermarché-Wanty-Gobert Matériaux IWG |
| -------------------------------------- | -------------------------------------- | -------------------------------------- |
| م                                      | عداء                                   | مرتبة                                  |
| 121                                    | جورج تسيمارمان                         | 5                                      |
| 122                                    | Dries De Pooter ‏                       | لم يبدأ-2                              |
| 123                                    | Théo Delacroix ‏                        | 77                                     |
| 124                                    | ألكسندر إيفانز ‏                        | لم يكمل السباق-2                       |
| 125                                    | Maxime Jarnet ‏                         | 65                                     |
| 126                                    | يوناس كوخ                              | 10                                     |

| فيتال كونسبت ‏ BBK | فيتال كونسبت ‏ BBK      | فيتال كونسبت ‏ BBK |
| ----------------- | ---------------------- | ----------------- |
| م                 | عداء                   | مرتبة             |
| 131               | بيير رولان             | لم يكمل السباق-4  |
| 132               | Bert De Backer ‏        | 92                |
| 133               | ينس ديبوشار            | لم يكمل السباق-4  |
| 134               | سيريل غوتييه           | 57                |
| 135               | Luca Mozzato ‏          | 7                 |
| 136               | Sebastian Schönberger ‏ | 48                |

| سبورت فلاندرين بالويس ‏ SVB | سبورت فلاندرين بالويس ‏ SVB | سبورت فلاندرين بالويس ‏ SVB |
| -------------------------- | -------------------------- | -------------------------- |
| م                          | عداء                       | مرتبة                      |
| 141                        | Fabio Van den Bossche ‏     | 17                         |
| 142                        | Ruben Apers ‏               | 52                         |
| 143                        | أليكس كولمان ‏              | لم يكمل السباق-3           |
| 144                        | Sander De Pestel ‏          | 55                         |
| 145                        | Jens Reynders ‏             | 41                         |
| 146                        | Aaron Verwilst ‏            | لم يبدأ-4                  |

| Equipo Kern Pharma ‏ EKP | Equipo Kern Pharma ‏ EKP | Equipo Kern Pharma ‏ EKP |
| ----------------------- | ----------------------- | ----------------------- |
| م                       | عداء                    | مرتبة                   |
| 151                     | Roger Adrià ‏            | 19                      |
| 152                     | Urko Berrade ‏           | 30                      |
| 153                     | فرنسيسكو غالفان         | 34                      |
| 154                     | Jordi López (cyclist) ‏  | 35                      |
| 155                     | مارتي ماركيز            | لم يكمل السباق-4        |
| 156                     | Danny van der Tuuk ‏     | 76                      |

| Rally Cycling RLY | Rally Cycling RLY  | Rally Cycling RLY |
| ----------------- | ------------------ | ----------------- |
| م                 | عداء               | مرتبة             |
| 161               | بن كينج            | 89                |
| 162               | ستيفن باسيت        | 73                |
| 163               | ناثان براون        | لم يكمل السباق-2  |
| 164               | كايل ميرفي         | 81                |
| 165               | Emerson Oronte ‏    | 84                |
| 166               | Nickolas Zukowsky ‏ | 61                |

| بايك أيد ‏ BAI | بايك أيد ‏ BAI     | بايك أيد ‏ BAI    |
| ------------- | ----------------- | ---------------- |
| م             | عداء              | مرتبة            |
| 171           | نيكوديموس هولر    | 103              |
| 172           | Lucas Carstensen ‏ | لم يكمل السباق-4 |
| 173           | عز الدين اجاب     | لم يكمل السباق-4 |
| 174           | Julian Lino ‏      | 66               |
| 175           | جوستين وولف ‏      | 47               |
| 176           | Dawit Yemane ‏     | 102              |

| تيم دونر أكون ‏ TDA | تيم دونر أكون ‏ TDA | تيم دونر أكون ‏ TDA |
| ------------------ | ------------------ | ------------------ |
| م                  | عداء               | مرتبة              |
| 181                | هينينج بوميل       | لم يكمل السباق-4   |
| 182                | Dominik Bauer ‏     | لم يكمل السباق-4   |
| 183                | GER                | 78                 |
| 184                | Frederik Rassmann‏  | 97                 |
| 185                | GER                | لم يكمل السباق-4   |
| 186                | Sven Thurau ‏       | لم يكمل السباق-4   |

| Team Lotto–Kern Haus ‏ LKH | Team Lotto–Kern Haus ‏ LKH | Team Lotto–Kern Haus ‏ LKH |
| ------------------------- | ------------------------- | ------------------------- |
| م                         | عداء                      | مرتبة                     |
| 191                       | Kim Heiduk ‏               | لم يكمل السباق-4          |
| 192                       | Jan Hugger ‏               | لم يكمل السباق-2          |
| 193                       | Joshua Huppertz ‏          | 40                        |
| 194                       | Pierre-Pascal Keup ‏       | 93                        |
| 195                       | كريستيان كوخ              | 83                        |
| 196                       | Mario Spengler ‏           | 100                       |

| Sauerland NRW-SKS Germany ‏ SVL | Sauerland NRW-SKS Germany ‏ SVL | Sauerland NRW-SKS Germany ‏ SVL |
| ------------------------------ | ------------------------------ | ------------------------------ |
| م                              | عداء                           | مرتبة                          |
| 201                            | Johannes Adamietz ‏             | 72                             |
| 202                            | Michel Gießelmann‏              | 101                            |
| 203                            | Johannes Hodapp ‏               | 50                             |
| 204                            | Jon Knolle ‏                    | 94                             |
| 205                            | Abram Stockman ‏                | 82                             |
| 206                            | Michiel Stockman‏               | 63                             |

| بي آند إس بينوتي ‏ PUS | بي آند إس بينوتي ‏ PUS | بي آند إس بينوتي ‏ PUS |
| --------------------- | --------------------- | --------------------- |
| م                     | عداء                  | مرتبة                 |
| 211                   | Immanuel Stark ‏       | 91                    |
| 212                   | Michel Aschenbrenner ‏ | 75                    |
| 213                   | Robert Jägeler ‏       | 98                    |
| 214                   | Tom Lindner‏           | 14                    |
| 215                   | Tobias Nolde ‏         | 86                    |
| 216                   | Dominik Röber ‏        | 68                    |

| Bora-Hansgrohe BOH | Bora-Hansgrohe BOH   | Bora-Hansgrohe BOH |
| ------------------ | -------------------- | ------------------ |
| م                  | عداء                 | مرتبة              |
| 1                  | باسكال أكرمان        | 2                  |
| 2                  | إيمانويل بوخمان      | لم يكمل السباق-4   |
| 3                  | Nils Politt ‏         | 1                  |
| 4                  | Andreas Schillinger ‏ | 80                 |
| 5                  | ميكل شوارزمان        | 32                 |
| 6                  | روديجر سليج          | لم يكمل السباق-4   |

| Israel Start-Up Nation ISN | Israel Start-Up Nation ISN | Israel Start-Up Nation ISN |
| -------------------------- | -------------------------- | -------------------------- |
| م                          | عداء                       | مرتبة                      |
| 11                         | أندريه جريبيل              | 46                         |
| 12                         | اليكس داوست                | 69                         |
| 13                         | كريس فروم                  | 96                         |
| 14                         | كارل فريدريك هاغن          | 53                         |
| 15                         | Reto Hollenstein ‏          | 58                         |
| 16                         | ريك تسابل                  | لم يكمل السباق-2           |

| Deceuninck-Quick Step DQT | Deceuninck-Quick Step DQT | Deceuninck-Quick Step DQT |
| ------------------------- | ------------------------- | ------------------------- |
| م                         | عداء                      | مرتبة                     |
| 21                        | مارك كافنديش              | 42                        |
| 22                        | جواو ألميدا               | 18                        |
| 23                        | Shane Archbold ‏           | 56                        |
| 24                        | ريمي كافانيا (طريق)       | 51                        |
| 25                        | يفيس لامارت               | 24                        |
| 26                        | Jannik Steimle ‏           | 12                        |

| UAE Team Emirates UAD | UAE Team Emirates UAD | UAE Team Emirates UAD |
| --------------------- | --------------------- | --------------------- |
| م                     | عداء                  | مرتبة                 |
| 31                    | ألكسندر كريستوف       | 3                     |
| 32                    | Sven Erik Bystrøm ‏    | 11                    |
| 33                    | روي كوستا             | 23                    |
| 34                    | Alessandro Covi ‏      | 29                    |
| 35                    | دافيد فورمولو         | 28                    |
| 36                    | فيليكس جروس           | 99                    |

| Bahrain Victorious TBV | Bahrain Victorious TBV | Bahrain Victorious TBV |
| ---------------------- | ---------------------- | ---------------------- |
| م                      | عداء                   | مرتبة                  |
| 41                     | فل بوهوس               | لم يبدأ-4              |
| 42                     | ماركو هالر             | 6                      |
| 43                     | دومين نوفاك            | 70                     |
| 44                     | هيرمان بيرنشتاينر      | 21                     |
| 45                     | Marcel Sieberg ‏        | لم يبدأ-4              |
| 46                     | ديلان تيونز            | 4                      |

| فريق ألمانيا لركوب الدراجات للرجال 2021‏ GER | فريق ألمانيا لركوب الدراجات للرجال 2021‏ GER | فريق ألمانيا لركوب الدراجات للرجال 2021‏ GER |
| ------------------------------------------- | ------------------------------------------- | ------------------------------------------- |
| م                                           | عداء                                        | مرتبة                                       |
| 51                                          | جون ديجينكولب                               | 20                                          |
| 52                                          | بيرمين بنز ‏                                 | 49                                          |
| 53                                          | Jakob Geßner ‏                               | 67                                          |
| 54                                          | Jannis Peter ‏                               | 79                                          |
| 55                                          | Jonas Rutsch ‏                               | 16                                          |
| 56                                          | Henri Uhlig ‏                                | 88                                          |

| AG2R Citroën Team ACT | AG2R Citroën Team ACT | AG2R Citroën Team ACT |
| --------------------- | --------------------- | --------------------- |
| م                     | عداء                  | مرتبة                 |
| 61                    | بين أوكونور           | 38                    |
| 62                    | Clément Berthet ‏      | 44                    |
| 63                    | Lawrence Naesen ‏      | 36                    |
| 64                    | Nans Peters ‏          | لم يكمل السباق-3      |
| 65                    | Valentin Retailleau ‏  | 37                    |

| غازبروم روسفيلو ‏ GAZ | غازبروم روسفيلو ‏ GAZ | غازبروم روسفيلو ‏ GAZ |
| -------------------- | -------------------- | -------------------- |
| م                    | عداء                 | مرتبة                |
| 71                   | ماركو كانولا         | 8                    |
| 72                   | Igor Boev ‏           | 90                   |
| 73                   | Fredrik Dversnes ‏    | 33                   |
| 74                   | Eirik Lunder ‏        | 59                   |
| 75                   | Petr Rikunov ‏        | لم يكمل السباق-2     |
| 76                   | Evgeny Shalunov ‏     | 87                   |

| Team DSM DSM | Team DSM DSM      | Team DSM DSM     |
| ------------ | ----------------- | ---------------- |
| م            | عداء              | مرتبة            |
| 81           | ماكس كانتر        | 60               |
| 82           | Marco Brenner ‏    | 54               |
| 83           | Niklas Märkl ‏     | 43               |
| 84           | Marius Mayrhofer ‏ | 45               |
| 85           | Martin Salmon ‏    | لم يكمل السباق-4 |
| 86           | Florian Stork ‏    | لم يبدأ-3        |

| أونو-إكس موبيليتي ‏ UXT | أونو-إكس موبيليتي ‏ UXT | أونو-إكس موبيليتي ‏ UXT |
| ---------------------- | ---------------------- | ---------------------- |
| م                      | عداء                   | مرتبة                  |
| 91                     | راسموس تيلر            | 13                     |
| 92                     | كريستوفر هالفورسن      | 64                     |
| 93                     | دانيال هويلجارد        | لم يبدأ-1              |
| 94                     | Julius Johansen ‏       | 95                     |
| 95                     | أندرس سكارسيث          | 25                     |
| 96                     | سيفر ورستد             | 74                     |

| Movistar Team MOV | Movistar Team MOV | Movistar Team MOV |
| ----------------- | ----------------- | ----------------- |
| م                 | عداء              | مرتبة             |
| 101               | مارك سولير        | 71                |
| 102               | داريو كاتالدو     | 62                |
| 103               | Juri Hollmann ‏    | 15                |
| 104               | Matteo Jorgenson ‏ | 26                |
| 105               | سيباستيان مورا    | لم يبدأ-4         |
| 106               | أنطونيو بيدرو     | لم يبدأ-4         |

| Alpecin-Fenix AFC | Alpecin-Fenix AFC     | Alpecin-Fenix AFC |
| ----------------- | --------------------- | ----------------- |
| م                 | عداء                  | مرتبة             |
| 111               | Philipp Walsleben ‏    | 39                |
| 112               | Marcel Meisen ‏        | 9                 |
| 113               | Alexandar Richardson ‏ | 85                |
| 114               | Ben Tulett ‏           | 22                |
| 115               | David van der Poel ‏   | 27                |
| 116               | Louis Vervaeke ‏       | 31                |

| Intermarché-Wanty-Gobert Matériaux IWG | Intermarché-Wanty-Gobert Matériaux IWG | Intermarché-Wanty-Gobert Matériaux IWG |
| -------------------------------------- | -------------------------------------- | -------------------------------------- |
| م                                      | عداء                                   | مرتبة                                  |
| 121                                    | جورج تسيمارمان                         | 5                                      |
| 122                                    | Dries De Pooter ‏                       | لم يبدأ-2                              |
| 123                                    | Théo Delacroix ‏                        | 77                                     |
| 124                                    | ألكسندر إيفانز ‏                        | لم يكمل السباق-2                       |
| 125                                    | Maxime Jarnet ‏                         | 65                                     |
| 126                                    | يوناس كوخ                              | 10                                     |

| فيتال كونسبت ‏ BBK | فيتال كونسبت ‏ BBK      | فيتال كونسبت ‏ BBK |
| ----------------- | ---------------------- | ----------------- |
| م                 | عداء                   | مرتبة             |
| 131               | بيير رولان             | لم يكمل السباق-4  |
| 132               | Bert De Backer ‏        | 92                |
| 133               | ينس ديبوشار            | لم يكمل السباق-4  |
| 134               | سيريل غوتييه           | 57                |
| 135               | Luca Mozzato ‏          | 7                 |
| 136               | Sebastian Schönberger ‏ | 48                |

| سبورت فلاندرين بالويس ‏ SVB | سبورت فلاندرين بالويس ‏ SVB | سبورت فلاندرين بالويس ‏ SVB |
| -------------------------- | -------------------------- | -------------------------- |
| م                          | عداء                       | مرتبة                      |
| 141                        | Fabio Van den Bossche ‏     | 17                         |
| 142                        | Ruben Apers ‏               | 52                         |
| 143                        | أليكس كولمان ‏              | لم يكمل السباق-3           |
| 144                        | Sander De Pestel ‏          | 55                         |
| 145                        | Jens Reynders ‏             | 41                         |
| 146                        | Aaron Verwilst ‏            | لم يبدأ-4                  |

| Equipo Kern Pharma ‏ EKP | Equipo Kern Pharma ‏ EKP | Equipo Kern Pharma ‏ EKP |
| ----------------------- | ----------------------- | ----------------------- |
| م                       | عداء                    | مرتبة                   |
| 151                     | Roger Adrià ‏            | 19                      |
| 152                     | Urko Berrade ‏           | 30                      |
| 153                     | فرنسيسكو غالفان         | 34                      |
| 154                     | Jordi López (cyclist) ‏  | 35                      |
| 155                     | مارتي ماركيز            | لم يكمل السباق-4        |
| 156                     | Danny van der Tuuk ‏     | 76                      |

| Rally Cycling RLY | Rally Cycling RLY  | Rally Cycling RLY |
| ----------------- | ------------------ | ----------------- |
| م                 | عداء               | مرتبة             |
| 161               | بن كينج            | 89                |
| 162               | ستيفن باسيت        | 73                |
| 163               | ناثان براون        | لم يكمل السباق-2  |
| 164               | كايل ميرفي         | 81                |
| 165               | Emerson Oronte ‏    | 84                |
| 166               | Nickolas Zukowsky ‏ | 61                |

| بايك أيد ‏ BAI | بايك أيد ‏ BAI     | بايك أيد ‏ BAI    |
| ------------- | ----------------- | ---------------- |
| م             | عداء              | مرتبة            |
| 171           | نيكوديموس هولر    | 103              |
| 172           | Lucas Carstensen ‏ | لم يكمل السباق-4 |
| 173           | عز الدين اجاب     | لم يكمل السباق-4 |
| 174           | Julian Lino ‏      | 66               |
| 175           | جوستين وولف ‏      | 47               |
| 176           | Dawit Yemane ‏     | 102              |

| تيم دونر أكون ‏ TDA | تيم دونر أكون ‏ TDA | تيم دونر أكون ‏ TDA |
| ------------------ | ------------------ | ------------------ |
| م                  | عداء               | مرتبة              |
| 181                | هينينج بوميل       | لم يكمل السباق-4   |
| 182                | Dominik Bauer ‏     | لم يكمل السباق-4   |
| 183                | GER                | 78                 |
| 184                | Frederik Rassmann‏  | 97                 |
| 185                | GER                | لم يكمل السباق-4   |
| 186                | Sven Thurau ‏       | لم يكمل السباق-4   |

| Team Lotto–Kern Haus ‏ LKH | Team Lotto–Kern Haus ‏ LKH | Team Lotto–Kern Haus ‏ LKH |
| ------------------------- | ------------------------- | ------------------------- |
| م                         | عداء                      | مرتبة                     |
| 191                       | Kim Heiduk ‏               | لم يكمل السباق-4          |
| 192                       | Jan Hugger ‏               | لم يكمل السباق-2          |
| 193                       | Joshua Huppertz ‏          | 40                        |
| 194                       | Pierre-Pascal Keup ‏       | 93                        |
| 195                       | كريستيان كوخ              | 83                        |
| 196                       | Mario Spengler ‏           | 100                       |

| Sauerland NRW-SKS Germany ‏ SVL | Sauerland NRW-SKS Germany ‏ SVL | Sauerland NRW-SKS Germany ‏ SVL |
| ------------------------------ | ------------------------------ | ------------------------------ |
| م                              | عداء                           | مرتبة                          |
| 201                            | Johannes Adamietz ‏             | 72                             |
| 202                            | Michel Gießelmann‏              | 101                            |
| 203                            | Johannes Hodapp ‏               | 50                             |
| 204                            | Jon Knolle ‏                    | 94                             |
| 205                            | Abram Stockman ‏                | 82                             |
| 206                            | Michiel Stockman‏               | 63                             |

| بي آند إس بينوتي ‏ PUS | بي آند إس بينوتي ‏ PUS | بي آند إس بينوتي ‏ PUS |
| --------------------- | --------------------- | --------------------- |
| م                     | عداء                  | مرتبة                 |
| 211                   | Immanuel Stark ‏       | 91                    |
| 212                   | Michel Aschenbrenner ‏ | 75                    |
| 213                   | Robert Jägeler ‏       | 98                    |
| 214                   | Tom Lindner‏           | 14                    |
| 215                   | Tobias Nolde ‏         | 86                    |
| 216                   | Dominik Röber ‏        | 68                    |

## التصنيف العام النهائي
| التصنيف العام         | التصنيف العام   | التصنيف العام | التصنيف العام                      | التصنيف العام      |
| العداء                | العداء          | البلد         | الفريق                             | الوقت              |
| --------------------- | --------------- | ------------- | ---------------------------------- | ------------------ |
| 1                     | Nils Politt ‏    | ألمانيا       | بورا هانسغروه                      | 16 س 29 دقيقة 41 ث |
| 2                     | باسكال أكرمان   | ألمانيا       | بورا هانسغروه                      | + 4 ث              |
| 3                     | ألكسندر كريستوف | النرويج       | فريق الإمارات                      | + 4 ث              |
| 4                     | ديلان تيونز     | بلجيكا        | Bahrain Victorious                 | + 19 ث             |
| 5                     | جورج زيمارمان   | ألمانيا       | Intermarché-Wanty-Gobert Matériaux | + 19 ث             |
| 6                     | ماركو هالر      | النمسا        | Bahrain Victorious                 | + 21 ث             |
| 7                     | Luca Mozzato ‏   | إيطاليا       | B&B Hotels p/b KTM                 | + 22 ث             |
| 8                     | ماركو كانولا    | إيطاليا       | Gazprom-RusVelo                    | + 22 ث             |
| 9                     | Marcel Meisen ‏  | ألمانيا       | Alpecin-Fenix                      | + 24 ث             |
| 10                    | يوناس كوخ       | ألمانيا       | Intermarché-Wanty-Gobert Matériaux | + 26 ث             |
| مصدر: ProCyclingStats |                 |               |                                    |                    |

### تصنيف النقاط
| تصنيف النقاط          | تصنيف النقاط      | تصنيف النقاط     | تصنيف النقاط           | تصنيف النقاط |
| العداء                | العداء            | البلد            | الفريق                 | النقاط       |
| --------------------- | ----------------- | ---------------- | ---------------------- | ------------ |
| 1                     | باسكال أكرمان     | ألمانيا          | بورا هانسغروه          | 46 نقطة      |
| 2                     | ألكسندر كريستوف   | النرويج          | فريق الإمارات          | 33 نقطة      |
| 3                     | Jannik Steimle ‏   | ألمانيا          | دكونيك كويك ستب        | 17 نقطة      |
| 4                     | Nils Politt ‏      | ألمانيا          | بورا هانسغروه          | 15 نقطة      |
| 5                     | ديلان تيونز       | بلجيكا           | Bahrain Victorious     | 15 نقطة      |
| 6                     | Luca Mozzato ‏     | إيطاليا          | B&B Hotels p/b KTM     | 15 نقطة      |
| 7                     | ماركو هالر        | النمسا           | Bahrain Victorious     | 14 نقطة      |
| 8                     | راسموس تيلر       | النرويج          | Uno-X Pro Cycling Team | 12 نقطة      |
| 9                     | Matteo Jorgenson ‏ | الولايات المتحدة | موفيستار               | 8 نقطة       |
| 10                    | جون ديجينكولب     | ألمانيا          | لوتو سودال             | 8 نقطة       |
| مصدر: ProCyclingStats |                   |                  |                        |              |

### تصنيف الجبال
| تصنيف الجبال          | تصنيف الجبال    | تصنيف الجبال     | تصنيف الجبال       | تصنيف الجبال |
| العداء                | العداء          | البلد            | الفريق             | النقاط       |
| --------------------- | --------------- | ---------------- | ------------------ | ------------ |
| 1                     | Louis Vervaeke ‏ | بلجيكا           | Alpecin-Fenix      | 10 نقطة      |
| 2                     | داريو كاتالدو   | إيطاليا          | موفيستار           | 10 نقطة      |
| 3                     | جوستين وولف ‏    | ألمانيا          | Bike Aid           | 8 نقطة       |
| 4                     | ريمي كافانيا    | فرنسا            | دكونيك كويك ستب    | 5 نقطة       |
| 5                     | كايل ميرفي      | الولايات المتحدة | Rally Cycling      | 5 نقطة       |
| 6                     | ديلان تيونز     | بلجيكا           | Bahrain Victorious | 4 نقطة       |
| 7                     | Jannis Peter ‏   | ألمانيا          | Rad-net Rose       | 4 نقطة       |
| 8                     | Julian Lino ‏    | فرنسا            | Bike Aid           | 3 نقطة       |
| 9                     | Robert Jägeler ‏ | ألمانيا          | P&S Metalltechnik  | 3 نقطة       |
| 10                    | Jannik Steimle ‏ | ألمانيا          | دكونيك كويك ستب    | 3 نقطة       |
| مصدر: ProCyclingStats |                 |                  |                    |              |

## تصنيف الفرق

### الفرق حسب الوقت
| تصنيف الفرق حسب الوقت | تصنيف الفرق حسب الوقت | تصنيف الفرق حسب الوقت | تصنيف الفرق حسب الوقت |
| الفريق                | الفريق                | البلد                 | الوقت                 |
| --------------------- | --------------------- | --------------------- | --------------------- |
| 1                     | Bahrain Victorious    | البحرين               | 49 س 30 دقيقة 18 ث    |
| 2                     | فريق الإمارات         | إيطاليا               | + 1 ث                 |
| 3                     | دكونيك كويك ستب       | بلجيكا                | + 10 ث                |
| 4                     | Alpecin-Fenix         | بلجيكا                | + 42 ث                |
| 5                     | بورا هانسغروه         | ألمانيا               | + 4 دقيقة 30 ث        |
| مصدر: ProCyclingStats |                       |                       |                       |

## تصانيف فرعية

### تصنيف أفضل شاب
| تصنيف أفضل شاب        | تصنيف أفضل شاب         | تصنيف أفضل شاب | تصنيف أفضل شاب                     | تصنيف أفضل شاب     |
| العداء                | العداء                 | البلد          | الفريق                             | الوقت              |
| --------------------- | ---------------------- | -------------- | ---------------------------------- | ------------------ |
| 1                     | جورج زيمارمان          | ألمانيا        | Intermarché-Wanty-Gobert Matériaux | 16 س 30 دقيقة 00 ث |
| 2                     | Luca Mozzato ‏          | إيطاليا        | B&B Hotels p/b KTM                 | + 3 ث              |
| 3                     | Jannik Steimle ‏        | ألمانيا        | دكونيك كويك ستب                    | + 7 ث              |
| 4                     | راسموس تيلر            | النرويج        | Uno-X Pro Cycling Team             | + 7 ث              |
| 5                     | Tom Lindner ‏           | ألمانيا        | P&S Metalltechnik                  | + 7 ث              |
| 6                     | Juri Hollmann ‏         | ألمانيا        | موفيستار                           | + 7 ث              |
| 7                     | Jonas Rutsch ‏          | ألمانيا        | EF Education-Nippo                 | + 7 ث              |
| 8                     | Fabio Van den Bossche ‏ | بلجيكا         | Sport Vlaanderen-Baloise           | + 7 ث              |
| 9                     | جواو ألميدا            | البرتغال       | دكونيك كويك ستب                    | + 7 ث              |
| 10                    | Roger Adrià ‏           | إسبانيا        | Equipo Kern Pharma                 | + 7 ث              |
| مصدر: ProCyclingStats |                        |                |                                    |                    |

## وصلات خارجية
- الموقع الرسمي
- لمحة عن سباق دويتشلاند تور 2021 على موقع  ProCyclingStats   (برو  سايكلنج  ستاتس) - إحصاءات  محترفي  الدراجات.
- دويتشلاند تور 2021 على موقع إحصائيات الدراجات الإحترافية (الإنجليزية)